# 송암미술관
송암미술관(松岩美術館)은 인천광역시 미추홀구 학익동 소재의 인천시립박물관 분관으로 인천 유일의 공립 미술관이다. 1989년 이회림이 설립한 사립 미술관이었다가 2005년 인천광역시에 기증되면서 공립 미술관이 되었다.
같은 분관으로는 검단선사박물관, 한국이민사박물관, 인천도시역사관이 있다.

## 연혁
송암미술관은 동양제철화학 회장이었던 이회림이 설립하여 1989년 11월 서울특별시 종로구 수송동에서 개관하였다가, 1992년 10월 31일 인천광역시 남구 학익동에 신축된 건물로 이전하였다. 2005년 6월 13일에 인천광역시에 무상으로 기증되었고, 2007년 12월 7일 인천광역시립박물관 분관으로 편입되었다.

## 전시관 구성
1층에는 주로 삼국 시대의 토기, 고려 시대와 조선 시대의 자기가 전시되어 있으며, 토기와 자기 외에 불교 미술품과 민속 공예품도 전시하고 있다. 2층에는 주로 서예와 조선 시대 회화가 전시되어 있다. 야외 전시실에서는 설립자 이회림이 직접 제작자를 중국 지안에 직접 파견하여 만든 광개토대왕비 복제품을 관람할 수 있다.

## 주요 소장품
- 평양성도 병풍: 대한민국 보물 제1997호
- 시왕도: 인천광역시 유형문화재 제67호
- 목조아미타여래좌상: 인천광역시 유형문화재 제68호
- 목조보살좌상: 인천광역시 유형문화재 제69호

## 관련 사이트
인스타그램 인천시립송암미술관 송암미술관 블로그